# Calle Fierro
La calle Fierro es una vía pública de la ciudad española de Oviedo.

## Descripción
La vía, que tiene título de origen gremial, discurre desde la plaza de la Constitución hasta la calle Juan Botas Roldán. Tiene cruce a medio camino con la calle Fontán. Aparece descrita en El libro de Oviedo (1887) de Fermín Canella y Secades con las siguientes palabras:

Hierro.—Antes del Fierro, estrecha calle, frente al colegio de la Compañía de Jesús, que recibió su nombre por los puestos ambulantes de clavazón y objetos de fierro. No se extraña tanto ahora, después de derribado el Colegio y trasladadas las antiguas tiendas del aire, su estrecha entrada que pudo evitar el municipio con menos complacencia.—Ent.: Plaza de la Constitución.—Conc.: Daoíz y Velarde.
(Canella y Secades, 1887, p. 113)